# Exford
Exford – wieś w Anglii, w hrabstwie Somerset, w dystrykcie (unitary authority) Somerset. Leży 82 km na południowy zachód od miasta Bristol i 248 km na zachód od Londynu. W 2001 miejscowość liczyła 510 mieszkańców.